# La pipa di Maigret
La pipa di Maigret (titolo originale in francese La pipe de Maigret) è un racconto dello scrittore belga Georges Simenon con protagonista  il personaggio del commissario Maigret.
Venne scritto a Parigi, in rue de Turenne, nel giugno del 1945 e pubblicato nel 1947.

## Trama
Maigret si rende conto che una delle sue preferite pipe è scomparsa dal suo ufficio, si tratta di una pipa in radica, regalo di sua moglie. Subito la mente del detective torna al giorno prima, quando aveva ricevuto una certa signora Leroy, vedova, accompagnata da suo figlio Joseph (diciassette anni). La donna era convinta che qualcuno avesse cercato ripetutamente di introdursi in casa sua a Charenton, sul Quai de Bercy. Il racconto non aveva incuriosito Maigret in quanto, nonostante le accuse della vedova, non era stato commesso alcun furto. Il commissario sospetta del giovane, che potrebbe aver preso la pipa approfittando della distrazione del commissario. Il giorno dopo la vedova si ripresenta da Maigret: suo figlio è scomparso. Nonostante Maigret non ami questo tipo di ricerche, decide di aiutare la donna, con l'intento di recuperare la pipa. L'indagine sugli ex inquilini di Madame Leroy porta Maigret sulle tracce di un commesso viaggiatore sospetto di nome Stéphane Bleustein. L'uomo è morto qualche tempo prima in circostanze sospette. Continuando a seguire la pista Maigret arriva a una locanda di Chelles, lì incontra una vecchia conoscenza: il gangster Nicolas. Nel hotel c'è anche Joseph barricato nella sua stanza per paura. 
Il detective ha ormai ricostruito il puzzle: Bleustein, ladro di diamanti, nascose il bottino nell'appartamento di madame Leroy. Nicolas, che fino ad allora era in prigione per un altro reato, stava cercando di introdursi in casa per sottrarre i diamanti. Joseph, avendo intuito che qualcosa di prezioso era nascosto nella casa, aveva iniziato a giocare al detective, riuscendo a trovare i diamanti prima del criminale. Nicolas però lo aveva sorpreso, e per fuggire, il giovane si era barricato nella locanda. Alla fine Maigret recupera anche la pipa, presa dal giovane che voleva avere un ricordo del suo idolo.

## Edizioni
Il racconto venne pubblicato in francese per la prima volta nel volume Maigret se fâche (1947), edito da Presses de la Cité.
In italiano è stato pubblicato per la prima volta 1966 da Mondadori, con la traduzione di Giannetto Bongiovanni, nella omonima raccolta di racconti La pipa di Maigret, nel 1959 nella collana "Girasole” (n° 128); poi nel 1962 nella collana “Romanzi di Simenon” (n° 202); e nel 1968 nella collana “Le inchieste del commissario Maigret” (n° 64) e in altre collane. Nel 2014, come primo racconto della raccolta La pipa di Maigret e altri racconti, per la traduzione di Marina Di Leo, presso Adelphi (parte della collana "gli Adelphi", al n° 466).

## Film e televisione
Il racconto è stato adattato in televisione una sola volta, quale
- Episodio dal titolo La Pipe de Maigret, facente parte della serie televisiva Les enquêtes du commissaire Maigret per la regia di Jean-Marie Coldefy, trasmesso per la prima volta su Antenne 2 il 10 gennaio 1988, con Jean Richard nel ruolo del commissario Maigret.